# یاسین بنزیه
یاسین بنزیه (عربی: ياسين بنزية؛ زادهٔ ۸ سپتامبر ۱۹۹۴) بازیکن فوتبال اهل فرانسه است.
از باشگاه‌هایی که در آن بازی کرده‌است می‌توان به باشگاه فوتبال المپیک لیون و باشگاه فوتبال لیل اشاره کرد.
وی همچنین در تیم‌های ملی فوتبال زیر ۱۷ سال فرانسه، زیر ۱۹ سال فرانسه، زیر ۲۱ سال فرانسه و الجزایر بازی کرده‌است.